# Treibhaus
Treibhaus — рок-группа из Берлина, музыка которой стилистически тяготеет к индастриал-металу с элементами электроники.

## История

### 2004 год
Вокалист Курт Доенберг пишет песни, которые впоследствии стали первыми песнями группы Treibhaus. После длительной карьеры в качестве барабанщика в таких группах, как Rough Silk, Donnerkopf, Amoc и Headgame, настало время, когда его музыкальные идеи, наконец, созрели в течение многих лет в его голове. После того, как несколько первых песен были написаны, он быстро нашел музыкантов, с которыми он создал группу Treibhaus.

## Дискография

### Студийные альбомы
- Unsterblich (2005)
- Feindbild (2006)
- Alarmstufe Rot (2008)
- Alphatier (2011)

### Концертные альбомы
- Live in Hannover (2009)